# 大房鴨
大房鸭是總部位於中華人民共和國上海市的一個房產仲介網站，由苏文庸創辦於2015年。該網站創辦之初以提供上海房源為主，號稱只收取1.99万元服务费，無線下門店，無專門仲介人員，只有社區顧問。待售房屋由業主自行上傳至網站。網站會派遣攝影師前往業主家中拍攝。

## 外部連結
- 官方网站